# Eden (ort i Australien)
Eden är en ort i Australien. Den ligger i kommunen Bega Valley och delstaten New South Wales, i den sydöstra delen av landet, omkring 380 kilometer söder om delstatshuvudstaden Sydney. Antalet invånare är 3 008.
Runt Eden är det mycket glesbefolkat, med 5 invånare per kvadratkilometer.. Närmaste större samhälle är Merimbula, omkring 19 kilometer norr om Eden. 
I omgivningarna runt Eden växer i huvudsak städsegrön lövskog. Genomsnittlig årsnederbörd är 1 209 millimeter. Den regnigaste månaden är juni, med i genomsnitt 224 mm nederbörd, och den torraste är juli, med 40 mm nederbörd.